# Peter Bjugge

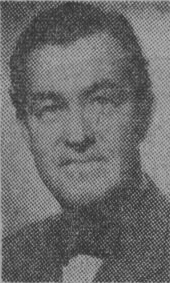
Peter Bjugge

David Peter Olof Bjugge, född 16 augusti 1909 i Stockholm, död 4 juli 1998 i Hedvig Eleonora församling i Stockholm, var en svensk arkitekt.
Bjugge, som var son till målarmästare David Ericsson och Olga Sjöberg, avlade studentexamen 1929 samt utexaminerades från Kungliga Tekniska högskolan 1934 och från Kungliga Konsthögskolan 1939. Han var anställd på Kooperativa förbundets arkitektkontor 1934–1935 och hos Paul Hedqvist i Stockholm 1936–1954. Han bedrev även egen arkitektverksamhet i Stockholm från 1945.
Bjugge ritade bland annat skolbyggnader i Stockholm, Västervik, Oskarshamn, Finspång, Visby, Kalix, Örebro och Sigtuna samt Hjorteds sjukhem, Hultsfreds sjukhus och Ekbackens vårdhem i Virserum.
Peter Bjugge är gravsatt i minneslunden på Galärvarvskyrkogården i Stockholm.